# Marx Johannes Friedrich Lucht

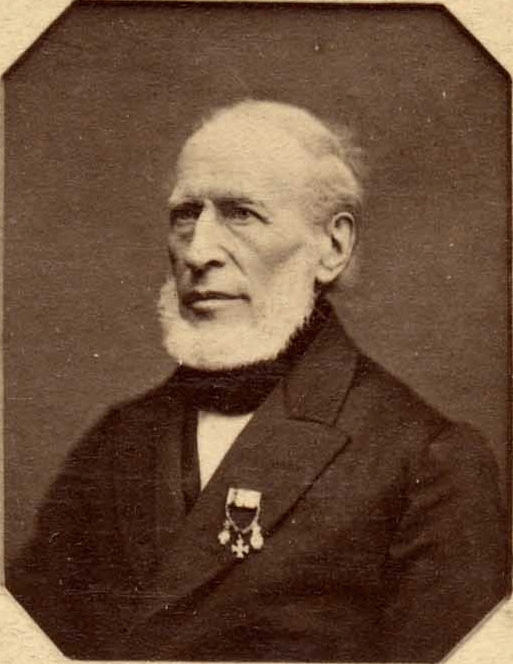
M. J. F. Lucht, 1880

Marx Johannes Friedrich Lucht (* 7. November 1804 in Rendsburg; † 2. Juli 1891) war ein deutscher Altphilologe, Geheimer Regierungsrat und Direktor des Christianeums in Altona.

## Leben
Marx Johannes Friedrich Lucht studierte in Leipzig, Halle und Kiel und wurde an der letztgenannten Universität zum Dr. phil. promoviert. 1830 erhielt er seine erste Anstellung an der Gelehrtenschule in Rendsburg, 1836 wurde er Rektor der Gelehrtenschule in Kiel. Nach der Ernennung am 1. August 1853 trat er am 1. Oktober des Jahres das Direktorat des Christianeums in Altona an, das er fast 29 Jahre, bis 1882, innehatte. Im Februar 1880 beging er unter Anteilnahme der Anstalt und ganz Altonas sein fünfzigjähriges Dienstjubiläum. Im Zuge des Jubiläums wurde er zum Geheimen Regierungsrat ernannt. Lucht war Träger des Dannebrogordens; bei seinem Eintritt in den Ruhestand 1882 wurde ihm der Rote Adlerorden 3. Klasse verliehen.
Luchts Verdienste um das Gymnasium in Altona bestanden in der Pflege der Stiftungen und der Großen Bibliothek, deren Bestände er in systematischer Aufstellung erfasste und deren Katalogisierung er ab 1854 in 17 Bandkatalogen besorgte, die Peter Schreiner Frandsen, sein Vorgänger im Amt des Bibliothekars, ab 1850 angelegt hatte.
Der Philosoph und Pädagoge Friedrich Paulsen, ab 1863 Schüler des Christianeums, beschrieb den Direktor seiner Anstalt in seinen Jugenderinnerungen (erschienen 1909) so: 

„Er war ein Mann zwischen 50 und 60, eine hohe, schlanke, überaus biegsame Gestalt, in beständiger Bewegung; ein kräftig gebauter hoher Schädel, von weißen Haaren weniger verdeckt als umrahmt, gab ihm etwas Ehrwürdiges. Er stand bei uns im Ruf großer Gelehrsamkeit besonders im Gebiet der römischen Altertümer. Sein Unterricht büßte an Wirksamkeit durch einen gewissen Mangel an Energie ein, er hatte nicht das Vorwärtsdrängende, das die Jugend mitnimmt; schon die schleppende, mit eingeschobenen, mißtönenden Flicklauten, die sich oft zu ganzen Reihen häuften, überladene Sprache gab seinen Stunden oft etwas Schläfrig-Mattes.“